# Европейские речные раки
Европейские речные раки (лат. Astacidae) — семейство ракообразных из отряда десятиногих раков (Decapoda). Включают три рода, представители которых распространены в пресных водах Северной Америки и Евразии.
Существуют и другие взгляды на систематику этого семейства. Так, Я. И. Старобогатов предложил выделять пять родов на территории Евразии — интродуцированный Pacifastacus, Abstropotamobius, Astacus, Caspiastacus и Pontastacus. К роду Pontastacus им предложено относить, в частности, узкопалого речного рака, по-видимому, в настоящее время наиболее широко распространённого вида в Восточной Европе. В Европе также широко известен широкопалый речной рак (Astacus astacus). Во второй половине XX века в европейские воды был интродуцирован исходно американский представитель семейства — американский сигнальный рак (Pacifastacus leniusculus).